# 松谷亭
松谷亭位于安徽省黄山市歙县东北部溪头镇溪头村兰田村口，已列为黄山市文物保护单位。
兰田村口的松谷亭、文昌阁和松虬雪古坊均由扬州著名盐商叶天赐建于清乾隆年间。松谷亭紧靠文昌阁，二层，亭门楣刻有“种玉里”三字。